# Michael Poryes
Michael Poryes es un escritor de origen canadiense, cineasta y productor de televisión. Tiene su propia compañía llamada Michael Poryes Productions. Es conocido por ser el cocreador y productor ejecutivo de las exitosas Series Originales de Disney Channel Hannah Montana, Hannah Montana: La película, That's So Raven y en otros canales de tv como nickelodeon: Life with Boys.

## Carrera

### Como creador
Ha sido el creador de Series Originales de Disney Channel tales como:
- Hannah Montana
- Es tan Raven

### Como productor ejecutivo
Ha sido productor ejecutivo de series y películas como:
- Veronica's Closet
- Hannah Montana
- Hannah Montana: La Película